# Lambertseter
Lambertseter er en forstad til Oslo. Det var den første satellitby, der blev bygget i Norge. Den første familie flyttede ind den 29. december 1950. OBOS startede sin udbygning i 1951.

## Lambertseter center
Et boligområde som Lambertseter havde brug for sine egne butikker, hvorfor OBOS byggede Lambertsetercentret. Der blev også bygget en biograf (Symra) i centret. Efter at have været ude af brug længe, blev den i 2006 igen taget i brug af Oslo Kinomategrafer.

## Udbygningen
De første lejligheder som blev bygget var ejerlejligheder. Lejlighederne fra OBOS var andelslejligheder.

## Skoler
Lambertseter skole (grundskole) ligger på Glimmerveien 42 nær Lambertsetercentret. Den dækker 1. til 10. klasse, og har cirka 600 elever. Den blev i 2005 demonstrationsskole, og tager årlig imod udsendinge fra andre skoler og udlandet. Lambertseter skole satser også stort på IT: Flere klassetrin er "bærbare", det vil sige at alle elevene har hver sin bærbare computer.
Lambertseter har også Lambertseter videregående skole, der ligger på Cecilie Thoresens vei 6. Skolen har studietilbud som studiespecialisering (tidl. almene, økonomiske og administrative fag), sundheds- og socialfag, idrætsfag, kurser for minoritetssproglige og særligt tilrettelagt oplæring.

## Kommunikation
Tunnelbanen kom til bydelen i 1966 og er i dag hovedtransportmiddelet til Lambertserter. Lambertseter betjenes af Lambertseter Station. Linjen åbnede oprindeligt som sporvognslinje i 1957. I mange år hed linjen Lambertseterbanen. Den havde som i dag endestation på Bergkrystallen.

## Bydelen
Lambertseter var længe en egen bydel. Efter bydelsreformen 1. januar 2004 blev områderne i Lambertseter bydel fordelt mellem bydelene Nordstrand og Østensjø.

## Andre ting
En af Norges mest kendte skuespillere, Aksel Hennie, er født og opvokset i denne bydel.